# Euchromia formosana
Euchromia formosana là một loài bướm đêm thuộc phân họ Arctiinae, họ Erebidae.